# The Painted Stallion
The Painted Stallion és una sèrie de 12 episodis dirigida el 1937 per Alan James, Ray Taylor i William Witney.

## Argument
Dècada del 1820. Un tren que va des d'Independence (Missouri), a Santa Fe (Nou Mèxic) porta problemes per Alfredo Dupray, la seva autoritat (d'Espanya) s'acabarà amb l'arribada d'un governador mexicà. Ataca el tren perquè no arribi a la seva destinació, però un genet misteriós que munta un semental pintat (painted stallion) i dispara fletxes ho impedirà. Amb la seva ajuda Clark Stuart, juntament amb personatges històrics, Kit Carson, Jim Bowie i Davy Crockett derrotaran Dupray.

## Repartiment
- Ray Corrigan: Clark Stuart.
- Hoot Gibson: Walter Jamison.
- LeRoy Mason: Alfredo Dupray.
- Duncan Renaldo: Zamorro.
- Sammy McKim: Kit Carson.
- Hal Taliaferro: Jim Bowie.
- Jack Perrin: Davy Crockett.
- Ed 'Oscar' Platt: Oscar.
- Lou Fulton: Elmer.
- Jean Carmen: El cavaller.
- Yakima Canutt: Tom.
- Maston Williams: Macklin.
- Duke Taylor: Bill.
- Loren Riebe: Pedro.
- George DeNormand: Luke Oldham.